# Acala

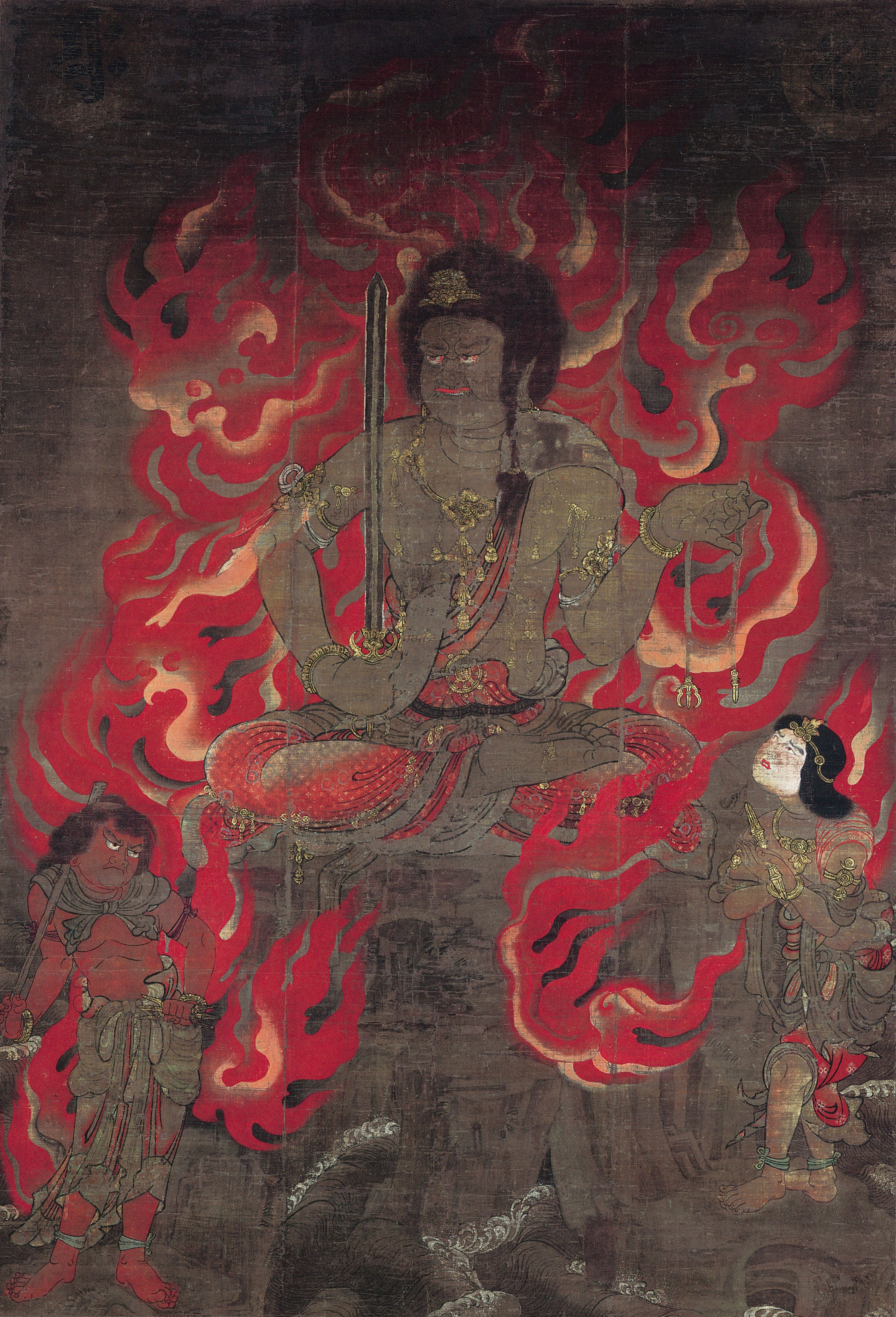
Acala.

Acala este unul dintre divinitățile numite regii înțelepciunii și o manifestare a lui Buddha Vairocana, venerat în budismul Mahayana și în cel Vajrayana. În Japonia, Acala este cunoscut sub numele de Fudō-Myōō și este venerat în sectele Shingon, Tendai, Nichiren și Zen.
În iconografie, Acala apare ca un zeu plin de cruzime, înconjurat de flăcări și fum, având în mână o sabie sau o vajră, înarmat fiind împotriva patimilor omenești și înconjurat de spirite ce îl servesc. Uneori, el apare cu un dinte în sus și un dinte în jos, alteori cu niște mătăni în mână, iar alteori cu trei ochi, simbolizând înțelepciunea sa.
Importanța cultului lui Acala este de nedescris, mai ales în Japonia, unde în secta Shingon a devenit unul dintre Cei Treisprezece Buddha, importanți în ritualurile funerare budiste. De asemenea, el este uneori asociat cu cei doi paznici cerești (Niō), ce păzesc intrarea în templele japoneze.